# 카차포알현

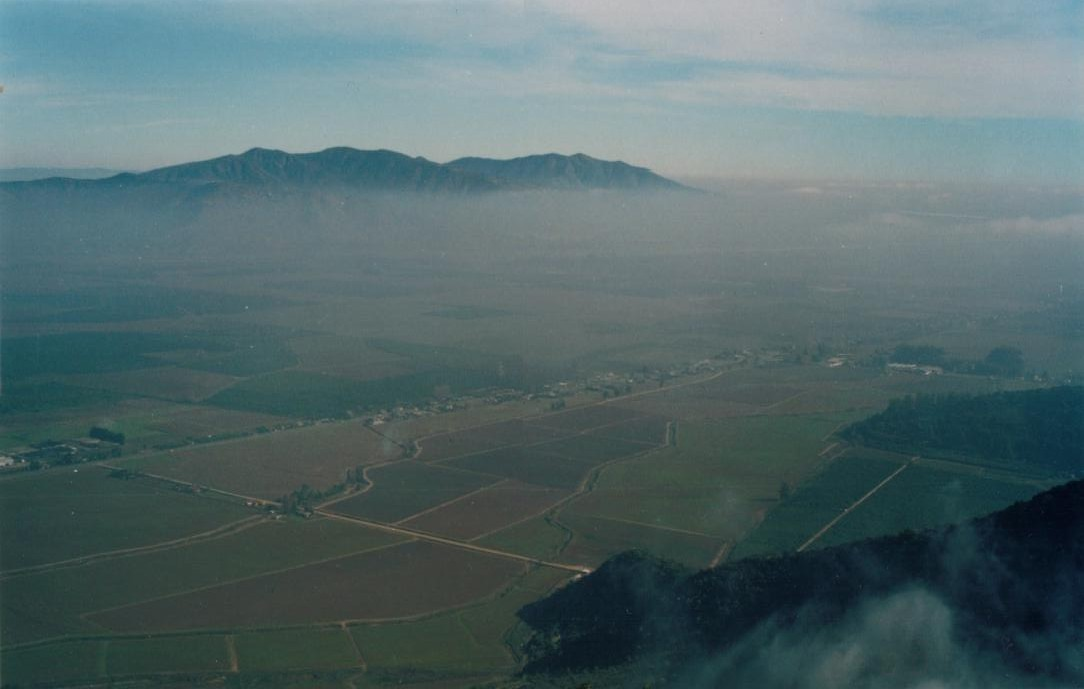

카차포알현(스페인어: Provincia de Cachapoal)은 칠레 리베르타도르헤네랄베르나르도오이긴스 주를 구성하는 3개의 현 가운데 하나로 현도는 랑카과이며 면적은 7,384.2km2, 인구는 601,810명(2012년 기준), 인구 밀도는 81명/km2이다.